# مدگودا
مدگودا (به لاتین: Meddegoda) یک منطقهٔ مسکونی در سری‌لانکا است که در استان مرکزی (سری‌لانکا) واقع شده‌است.